# Vincentella densiflora
Vincentella densiflora là một loài thực vật thuộc họ Sapotaceae. Đây là loài đặc hữu của São Tomé và Príncipe.